# Lijst van gemeentelijke monumenten in Lith
De plaats Lith, onderdeel van de gemeente Oss, kent 18 objecten die gemeentelijk monument zijn. Hieronder een overzicht.
| Object              | Bouwjaar | Architect | Locatie                         | Coördinaten                   | Nr.       | Afbeelding        |
| ------------------- | -------- | --------- | ------------------------------- | ----------------------------- | --------- | ----------------- |
| Pastorie            |          |           | Antoon Coolenplein 5            | 51° 48' 23" NB, 5° 26' 20" OL | 0828/G101 | Meer afbeeldingen |
| Woonhuis            |          |           | Brouwerspad 22A                 | 51° 48' 31" NB, 5° 25' 45" OL | 0828/G106 | Meer afbeeldingen |
| Woonhuis            |          |           | Brouwerspad 24                  | 51° 48' 31" NB, 5° 25' 44" OL | 0828/G107 | Meer afbeeldingen |
| Boerderij           |          |           | Brouwerspad 26                  | 51° 48' 32" NB, 5° 25' 42" OL | 0828/G157 | Meer afbeeldingen |
| Boerderij           |          |           | Engwijkpad 2                    | 51° 48' 13" NB, 5° 26' 15" OL | 0828/G110 | Meer afbeeldingen |
| Werkplaats (smidse) |          |           | Kerkstraat 2                    | 51° 48' 27" NB, 5° 26' 28" OL | 0828/G111 | Meer afbeeldingen |
| Boerderij           |          |           | Lithergraaf 2-4                 | 51° 48' 13" NB, 5° 26' 24" OL | 0828/G154 | Meer afbeeldingen |
| Dijkwoning          |          |           | Lithse Dijk 10                  | 51° 48' 27" NB, 5° 26' 40" OL | 0828/G118 | Meer afbeeldingen |
| Dijkwoning          |          |           | Lithse Dijk 24 / Marktplein 1-3 | 51° 48' 27" NB, 5° 26' 27" OL | 0828/G119 | Meer afbeeldingen |
| Herenhuis           |          |           | Lithse Dijk 42                  | 51° 48' 29" NB, 5° 26' 17" OL | 0828/G120 | Meer afbeeldingen |
| Dijkwoning          |          |           | Lithse Dijk 116                 | 51° 48' 37" NB, 5° 25' 41" OL | 0828/G121 | Upload foto       |
| Boerderij en woning |          |           | Marktplein 20                   | 51° 48' 24" NB, 5° 26' 24" OL | 0828/G123 | Meer afbeeldingen |
| Woonhuis            |          |           | Meester van Coothstraat 29      | 51° 48' 19" NB, 5° 26' 1" OL  | 0828/G125 | Meer afbeeldingen |
| Boerderij           |          |           | Meester van Coothstraat 51      | 51° 48' 30" NB, 5° 25' 33" OL | 0828/G126 | Meer afbeeldingen |
| Woonhuis            |          |           | Molenstraat 46-48               | 51° 48' 24" NB, 5° 26' 53" OL | 0828/G124 | Meer afbeeldingen |
| Woonhuis            |          |           | Pastoriestraat 1                | 51° 48' 21" NB, 5° 26' 19" OL | 0828/G137 | Meer afbeeldingen |
| Boerderijensemble   |          |           | Weesje 1                        | 51° 48' 30" NB, 5° 26' 10" OL | 0828/G149 | Meer afbeeldingen |
| Woningcomplex       |          |           | Weesje 3                        | 51° 48' 30" NB, 5° 26' 12" OL | 0828/G150 | Meer afbeeldingen |